# Matthäus Bacmeister
Matthäus Bacmeister (* 28. September 1580 in Rostock; † 7. Januar 1626 in Lüneburg) war ein deutscher Mediziner und Leibarzt.

## Leben
Der Sohn des Lucas Bacmeister des Älteren und der Johanna Bording (1544–1584), Tochter des dänischen Leibarztes Jacob Bording, entschloss sich ebenso wie sein Bruder Johann Bacmeister der Ältere frühzeitig für das Studium der Medizin und Mathematik, welches er in der Tradition der Bacmeister-Familie an der Universität Rostock absolvierte. Währenddessen unternahm er von 1599 bis 1606 Studienreisen an die renommiertesten Universitäten Deutschlands, nach Kopenhagen und durch Vermittlung des Reichskanzlers Christian Friesen nach England. Nach seiner Rückkehr erwarb er im Jahre 1606 seine Promotion zum Magister sowie seinen Doktortitel.
Anschließend praktizierte Bacmeister zunächst von 1607 bis 1612 als niedergelassener Arzt in Kiel, danach in Rostock, wo er neben den medizinischen auch mathematische Vorlesungen hielt, bis er schließlich im Jahre 1616 in Lüneburg sowohl zum Stadtphysicus als auch zum Physicus des Stiftes der Michaeliskirche in Lüneburg berufen wurde. Im Jahre 1621 ernannte ihn der Herzog August von Sachsen-Lauenburg zu seinem persönlichen Leibarzt, und plante, ebenso wie ein Jahr später auch König Friedrich III. von Dänemark, ihn ausschließlich an den eigenen Hof zu berufen. Matthäus Backmeister zog es aber vor, weiterhin als Stadtphysikus und insbesondere als Pestarzt zu arbeiten.
Die Zeit Matthäus Bacmeisters war nämlich geprägt durch eine Pestepidemie in Deutschland. Daher setzte er sich sowohl mit aktiver Arbeit als auch in seinen Schriften vehement für die Erforschung und Bekämpfung dieser Krankheit ein, an der er am Ende selber im Jahre 1626 verstarb.

## Familie
Matthäus Bacmeister heiratete in Rostock am 21. Juli 1609 Sophie Kellermann (1590–1657), Tochter des Rostocker Bürgermeisters Dr. jur. Johann Kellermann († 1598) und der Dorothea, geb. Jungeling. Mit ihr zusammen wurde er Vater von vier Kindern, wobei sein Sohn Johann Bacmeister der Jüngere (1624–1686) es beruflich seinen Vater gleichtat und ebenfalls ein angesehener Mediziner und Leibarzt wurde.

## Werke
- consilia et tractata contra pesta, Rostock.
- Practicæ , Sev Methodi Curandorum Morborum Particularium : Lib. V. VI. VII. VII. IX. & X. De Morbis Et Affectibus Hepatitis, Lienis, Renvm, Vesicæ ... / emissus ..., Lüneburg 1622.
- Bericht, wie man sich bey jetziger Zeit verhalten und derer auff der Apotheken angeordneten Mittelen gegen diese schleunig einfallende Pest gebrauchen soll, Lüneburg, 1639.